# Лысенко, Александр Петрович
Александр Петрович Лысенко (укр. Олександр Петрович Лисенко; род. 11 февраля 1956, Гребёнка, Полтавская область) — советский и украинский футболист, защитник, полузащитник и тренер. Чемпион СССР (1983), мастер спорта СССР (1982).

## Футбольная биография

### Карьера игрока
Футболом начал заниматься в родном городке Гребёнка, в местной ДЮСШ. Первый тренер — Станислав Квитка. В 1972 году продолжил учёбу в харьковском спортинтернате.
В 1974 году получил приглашение в харьковский «Металлист», выступавший во второй лиге и в первый же свой сезон, вместе с командой стал победителем турнира, завоевав путёвку в первую лигу. Вскоре стали приходить приглашения от высшелиговых команд — «Динамо»(Киев), «Шахтёра», «Днепра». Не долго думая, молодой футболист написал заявления сразу во все три клуба.
И всё же выбор был сделан в пользу днепропетровской команды, где играли ряд футболистов, хорошо знакомых Александру. Дебют за новый клуб состоялся в 1978 году, в гостевом матче против киевского «Динамо»-1:4. Первый сезон, для переведённого в линию полузащиты Александра Лысенко, в высшей лиге сложился не очень удачно. Введение в состав тренером Виктором Каневским, на место ветеранов клуба ряд молодых, неопытных игроков, обернулось целым рядом поражений, в результате чего команда заняля 16 место, опустившись в первую лигу. Выступая в перволиговом турнире, после незабитых несколькими игроками одиннадцатиметровых ударов, пробивать взялся Лысенко, после чего стал штатным пенальтистом команды. В 1980 году команда вновь вернулась в элитный дивизион. Александр к тому времени снова стал играть на более привычной позиции крайнего защитника. Вскоре «Днепр» возглавили Владимир Емец и Геннадий Жиздик. В команде изменилось почти всё — отношение к работе, дисциплине, из старого состава остались только Александр Лысенко, Олег Крамаренко и Пётр Кутузов. В сезоне 1983 года, к команде пришёл и первый серьёзный успех, «Днепр» смог обойти своего главного конкурента — московский «Спартак» и впервые в своей истории стал чемпионом СССР. Решающей оказалась победа в очном противостоянии со «Спартаком», которую днепропетровцы одержали со счётом 4:2, а Лысенко забив с пенальти четвёртый гол, поставил победную точку в этой игре.
Победа в чемпионате СССР позволила Александру принять участие в матчах Кубка чемпионов. Дебют на еврокубковой арене состоялся 19 сентября 1984 года, в матче «Трабзонспор» — «Днепр» 1:0. Всего в еврокубковых турнирах провёл 12 матчей (в Кубке чемпионов — 6 матчей, 1 гол и в Кубке УЕФА — 6 игр).
В следующих двух сезонах 1984 и 1985 годов, А.Лысенко с командой дважды становился бронзовым призёром чемпионатов СССР. Но последствия старых травм, всё больше давали ветерану команды, в последние годы карьеры игравшему на позиции последнего защитника, о себе знать. В 1987 году Александр принял решение завершить свои выступления. Руководство команды организовало прощальный матч футболисту в игре против минского «Динамо». Ещё год, по просьбе Геннадия Жиздика поиграв за дубль, Александр Лысенко окончательно завершил карьеру игрока.

### Карьера тренера
В 1988 году Александр Петрович возглавил группу резерва, созданную по инициативе руководства «Днепра» из выпускников спортивных интернатов и школ.
С 1989 года работал главным тренером дублирующего состава днепропетровского клуба, с которым в первенстве дублёров занимал 3 место в 1989 году, второе в 1990 году и в 1991 году стал победителем последнего турнира дублёров в СССР.
В первом независимом чемпионате Украины «Днепр» возглавил Николай Павлов, а Лысенко перебравшись с рядом своих воспитанников в основную команду, стал ассистентом главного тренера. В 1995 году Павлов, с несколькими игроками клуба, переехал в Киев, возглавив «Динамо». Главным тренером днепропетровского клуба был назначен Александр Лысенко. Но провёл в этой должности всего несколько матчей, вскоре пришло сообщение о назначении нового главного тренера- Бернда Штанге. Лысенко всё же остался в клубе, помогая тренировать команду немецкому специалисту.
В 1996 году Александр Петрович всё же покинул днепропетровский клуб, приняв приглашение от «Кривбасса», где сначала работал помощником А.Чередника, а после его ухода возглавил команду, которая находилась в сложном турнирном положении. После назначения нового тренера, команда выиграла несколько матчей и в результате смогла удержаться в высшей лиге. Но вскоре поменялось всё руководство криворожского клуба, которое также пригласило нового тренера — Олега Тарана. А.Лысенко, со своим помощником Е.Яровенком собирались покинуть коллектив, но новый президент клуба Полищук предложил остаться ещё на полгода помощником О.Тарана.
После «Кривбасса», откликнулся на предложение возглавить новомосковский «Металлург», игравший во второй лиге. Но этот клуб переживал не лучшие времена. От команды отказался спонсор, прекратилось всякое финансирование. Всё же доработав до конца сезона А. Лысенко оставил команду.
Вернувшись в Днепропетровск тренировал, выступавшую во второй лиге, третью команду «Днепра», а в сезоне 2001/02 возглавлял клуб «Днепр-2». В этом же сезоне, в конце года «Днепр» покинул главный тренер Николай Федоренко. На последний матч первого круга, команду в должности главного тренера выводил Александр Петрович Лысенко, после чего вернулся к работе со второй командой.
В сезоне 2003/04 возглавлял никопольский «Электрометаллург НЗФ».
В последние годы тренирует любительский коллектив «Алан», выступающий на первенство Днепропетровской области.

## Достижения
- Чемпион СССР: 1983
- Бронзовый призёр чемпионата СССР: 1984, 1985